# Puchar Sześciu Narodów U-20 2020
Puchar Sześciu Narodów U-20 2020 – trzynasta edycja Pucharu Sześciu Narodów U-20, międzynarodowych rozgrywek w rugby union dla reprezentacji narodowych do lat dwudziestu. Zawody zostały zaplanowane na okres 31 stycznia – 15 marca 2020 roku, jednak zostały przerwane w związku z pandemią COVID-19, a następnie odwołane. Nie wyłoniono zwycięzcy.
Harmonogram rozgrywek opublikowano w połowie sierpnia 2019 roku. Trzy z meczów ostatnich dwóch kolejek zostały przełożone na późniejszy termin z uwagi na pandemię COVID-19. Na początku sierpnia 2020 roku ogłoszono jednak, iż pozostałe mecze zawodów nie zostaną rozegrane, zaś turniej uznano za nierozstrzygnięty nie wyłaniając zwycięzcy.

## Mecze
| 31 stycznia 2020 21:00 | Irlandia U-20                                                                                                 | 38:26           | Szkocja U-20                                                                                              | Irish Independent Park, Cork Sędzia: Gianluca Gnecchi |
| 31 stycznia 2020 21:00 | Punkty: Andrew Smith 5 (P) Jack Crowley 18 (2P 4pd) John McKee 5 (P) Thomas Ahern 5 (P) Thomas Clarkson 5 (P) | (21:12) Relacja | Punkty: Cameron Scott 5 (P) Euan Ashman 5 (P) Jack Blain 5 (P) Nathan Chamberlain 11 (P 3pd) Rufus McLean | Irish Independent Park, Cork Sędzia: Gianluca Gnecchi |

| 31 stycznia 2020 14:15 | Walia U-20                    | 7:17          | Włochy U-20                                      | Stadiwm Zip World, Colwyn Bay Sędzia: Chris Busby |
| 31 stycznia 2020 14:15 | Punkty: Sam Costelow 7 (P pd) | (7:8) Relacja | Punkty: Matteo Drudi 5 (P) Paolo Garbisi 12 (4K) | Stadiwm Zip World, Colwyn Bay Sędzia: Chris Busby |

| 1 lutego 2020 16:45 | Francja U-20                                                                                               | 24:29          | Anglia U-20 | Stade des Alpes, Grenoble Sędzia: Nikoloz Amashukeli |
| 1 lutego 2020 16:45 | Punkty: Cheikh Tiberghien 2 (pd) Ethan Dumortier 5 (P) Jordan Joseph 5 (P) Joris Moura 12 (4K) Paul Mallez | (9:10) Relacja | Punkty: Josh Hodge 10 (P pd K) Manu Vunipola 4 (2pd) Richard Capstick 5 (P) Rusiate Tuima 5 (P) Tom Roebuck 5 (P) Emmanuel Iyogun, Gabriel Hamer-Webb | Stade des Alpes, Grenoble Sędzia: Nikoloz Amashukeli |

| 7 lutego 2020 14:15 | Irlandia U-20 | 36:22          | Walia U-20                                        | Irish Independent Park, Cork Sędzia: Nikoloz Amashukeli |
| 7 lutego 2020 14:15 | Punkty: Andrew Smith 5 (P) Dan Kelly 5 (P) Jack Crowley 11 (4pd K) Lewis Finlay 5 (P) Mark Hernan 10 (2P) Joe McCarthy | (31:7) Relacja | Punkty: Osian Knott 10 (2P) Sam Costelow 5 (pd K) | Irish Independent Park, Cork Sędzia: Nikoloz Amashukeli |

| 7 lutego 2020 17:45 | Szkocja U-20                                          | 17:21           | Anglia U-20                                                                                         | Myreside, Edynburg Sędzia: Pierre-Baptiste Nuchy |
| 7 lutego 2020 17:45 | Punkty: Euan Ashman 5 (P) Nathan Chamberlain 5 (pd K) | (10:14) Relacja | Punkty: Connor Doherty 5 (P) Freddie Stewart 5 (P) Manu Vunipola 6 (3pd) Theo Dan 5 (P) Ben Donnell | Myreside, Edynburg Sędzia: Pierre-Baptiste Nuchy |

| 7 lutego 2020 15:00 | Francja U-20 | 31:19           | Włochy U-20                                                                            | Stade Maurice David, Aix-en-Provence Sędzia: Ben Blain |
| 7 lutego 2020 15:00 | Punkty: Cheikh Tiberghien 5 (P) Ethan Dumortier 7 (P pd) Nathan Farissier 5 (P) Thibault Debaes 11 (4pd K) Yann Peysson 5 (P) | (14:19) Relacja | Punkty: Cristian Lai 5 (P) Matteo Drudi 5 (P) Paolo Garbisi 4 (2pd) Steve Varney 5 (P) | Stade Maurice David, Aix-en-Provence Sędzia: Ben Blain |

| 21 lutego 2020 15:15 | Włochy U-20 | 29:30           | Szkocja U-20 | Mapei Stadium – Città del Tricolore, Reggio nell’Emilia Sędzia: Adam Jones |
| 21 lutego 2020 15:15 | Punkty: Luca Borin 5 (P) Manuel Zuliani 5 (P) Michael Mba 5 (P) Paolo Garbisi 14 (P 3pd K) Matteo Drudi, Muhamed Hasa | (14:12) Relacja | Punkty: Connor Boyle 5 (P) Harry Paterson 2 (pd) Kylie McGhie 5 (P) Matthew Currie 5 (P) Nathan Chamberlain 8 (pd 2K) Robbie McCallum 5 (P) Rufus McLean 5 (P) Thomas Lambert 5 (P) | Mapei Stadium – Città del Tricolore, Reggio nell’Emilia Sędzia: Adam Jones |

| 21 lutego 2020 16:45 | Walia U-20                                                                   | 14:11         | Francja U-20                                       | Stadiwm Zip World, Colwyn Bay Sędzia: Adam Leal |
| 21 lutego 2020 16:45 | Punkty: Ellis Bevan 5 (P) Morgan Strong 5 (P) Sam Costelow 4 (2pd) Dom Booth | (7:6) Relacja | Punkty: Sacha Lotrian 5 (P) Thibault Debaes 6 (2K) | Stadiwm Zip World, Colwyn Bay Sędzia: Adam Leal |

| 21 lutego 2020 16:00 | Anglia U-20                                                                                         | 21:39          | Irlandia U-20 | Franklin’s Gardens, Northampton Sędzia: Ben Blain |
| 21 lutego 2020 16:00 | Punkty: George Barton 6 (3pd) George Hammond 5 (P) Hugh Tizard 5 (P) Sam Crean 5 (P) Theo Dan 5 (P) | (7:29) Relacja | Punkty: Alex Soroka 5 (P) Ethan McIlroy 5 (P) Hayden Hyde 5 (P) Jack Crowley 7 (2pd K) Max O’Reilly 5 (P) Thomas Ahern 10 (2P) Tim Corkery 2 (pd) | Franklin’s Gardens, Northampton Sędzia: Ben Blain |

| 6 marca 2020 14:15 | Irlandia U-20 | odwołany | Włochy U-20 |  |
| 6 marca 2020 14:15 |               |          |             |  |

| 6 marca 2020 16:45 | Anglia U-20 | 22:23          | Walia U-20                                                   | Kingsholm Stadium, Gloucester Sędzia: Pierre-Baptiste Nuchy |
| 6 marca 2020 16:45 | Punkty: Emmanuel Iyogun 5 (P) George Barton 5 (P) Jack van Poortvliet 5 (P) Sam Crean 5 (P) Will Haydon-Wood 2 (pd) Freddie Stewart | (5:14) Relacja | Punkty: Bradley Roderick 5 (P) Sam Costelow 18 (P 2pd dg 2K) | Kingsholm Stadium, Gloucester Sędzia: Pierre-Baptiste Nuchy |

| 6 marca 2020 15:00 | Szkocja U-20                                                                                | 22:29           | Francja U-20 | Netherdale, Galashiels Sędzia: Adam Jones |
| 6 marca 2020 15:00 | Punkty: Euan Ashman 5 (P) Jacob Henry 5 (P) Nathan Chamberlain 7 (2pd K) Rufus McLean 5 (P) | (17:17) Relacja | Punkty: Erwan Dridi 5 (P) Jordan Joseph 5 (P) Joris Moura 7 (2pd K) Joshua Brennan 5 (P) Nathanael Hulleu 5 (P) Thibault Debaes 2 (pd) Joshua Brennan | Netherdale, Galashiels Sędzia: Adam Jones |

| 13 marca 2020 13:30 | Walia U-20                                                                                               | 17:52          | Szkocja U-20 | Stadiwm Zip World, Colwyn Bay Sędzia: Gianluca Gnecchi |
| 13 marca 2020 13:30 | Punkty: Bradley Roderick 5 (P) Dom Booth 5 (P) Ioan Lloyd 2 (pd) Morgan Strong 5 (P) Sam Costelow 2 (pd) | (0:17) Relacja | Punkty: Connor Boyle 5 (P) Nathan Chamberlain 32 (3P 7pd K) Oliver Smith 5 (P) Robbie McCallum 5 (P) Rufus McLean 5 (P) | Stadiwm Zip World, Colwyn Bay Sędzia: Gianluca Gnecchi |

| 13 marca 2020 14:45 | Francja U-20 | odwołany | Irlandia U-20 |  |
| 13 marca 2020 14:45 |              |          |               |  |

| 15 marca 2020 17:00 | Włochy U-20 | odwołany | Anglia U-20 |  |
| 15 marca 2020 17:00 |             |          |             |  |